# Okrouhlá (okres Písek)
Okrouhlá je obec v okrese Písek v Jihočeském kraji. Leží čtyři kilometry jižně od Milevska. Žije v ní 67 obyvatel.

## Historie
První písemná zmínka o vesnici pochází z roku 1488. Ves patřila k majetku milevského kláštera. Od roku 1431 byla spravována rožmberskými úředníky ze Zvíkova. Mezi roky 1540–1549 patřila Okrouhlá k bechyňskému panství Švamberků. Od roku 1549 byla ves opět v majetku zvíkovského hradu. Kryštof ze Švamberka ji v roce 1575 zastavil Janu Bernardovi z Hodějova. Když byl Hodějovským majetek po bělohorské bitvě zkonfiskován, Okrouhlá byla vrácena milevskému klášteru. Strahovský opat Jeroným Hirnheim nechal obnovit zdejší zpustlý dvorec. V roce 1876 byly ve vesnici posvěceny tři kamenné kříže. Farní úřad byl v Sepekově, školní děti byly docházely do Veselíčka.
Sbor dobrovolných hasičů byl v obci založen roku 1911. V roce 1930 zde žilo 162 obyvatel, bylo zde 29 domů. V roce 1940 bylo vedeno 140 obyvatel a 29 popisných čísel.

## Obyvatelstvo
| Rok            | 1869 | 1880 | 1890 | 1900 | 1910 | 1921 | 1930 | 1950 | 1961 | 1970 | 1980 | 1991 | 2001 | 2011 | 2021 |
| -------------- | ---- | ---- | ---- | ---- | ---- | ---- | ---- | ---- | ---- | ---- | ---- | ---- | ---- | ---- | ---- |
| Počet obyvatel | 166  | 158  | 152  | 159  | 181  | 166  | 162  | 148  | 140  | 111  | 86   | 69   | 63   | 69   | 62   |
| Počet domů     | 24   | 26   | 27   | 27   | 28   | 28   | 29   | 31   | 27   | 28   | 28   | 31   | 35   | 38   | 38   |

## Obecní správa
Mezi lety 1850–1893 patřila Okrouhlá jako osada obce k Líšnice v okrese Milevsko. V letech 1893–1960 byla obcí v okrese Milevsko (1893–1950) a později v okrese Písek. V letech 1960–1992 patřila jako část obce k Branicím a od 1. ledna 1993 je opět samostatnou obcí.

## Pamětihodnosti
- Návesní kaple je z roku 1870 a je zasvěcená Panně Marii Sepekovské.[8]
- Vedle kaple se nachází kamenný kříž.
- Další kamenný kříž se nachází u komunikace do obce ve směru od Milevska.
- Rybník Ostrov se nachází v katastru obce. Jméno rozlehlého rybníka o výměře 27,5 hektaru je odvozeno od ostrova, který je uprostřed rybníka. Podle písemných záznamů z roku 1501 zde stávala středověká tvrz. Přístup do tvrze měl být od západu širokým čtyřmetrovým dlážděným brodem. V jedné třetině je ostrov přepažen příkopem a valem, za kterým je násep z hlíny a kamenů. Uvnitř náspu se dochovaly základy dvou obdélníkových objektů. Vlastník tvrze je neznámý. Není ani archeologicky potvrzeno, že se jednalo o tvrz nebo pozůstatky panského dvora. Lokalita ostrova je porostlá náletovou vegetací.[9]

## Galerie

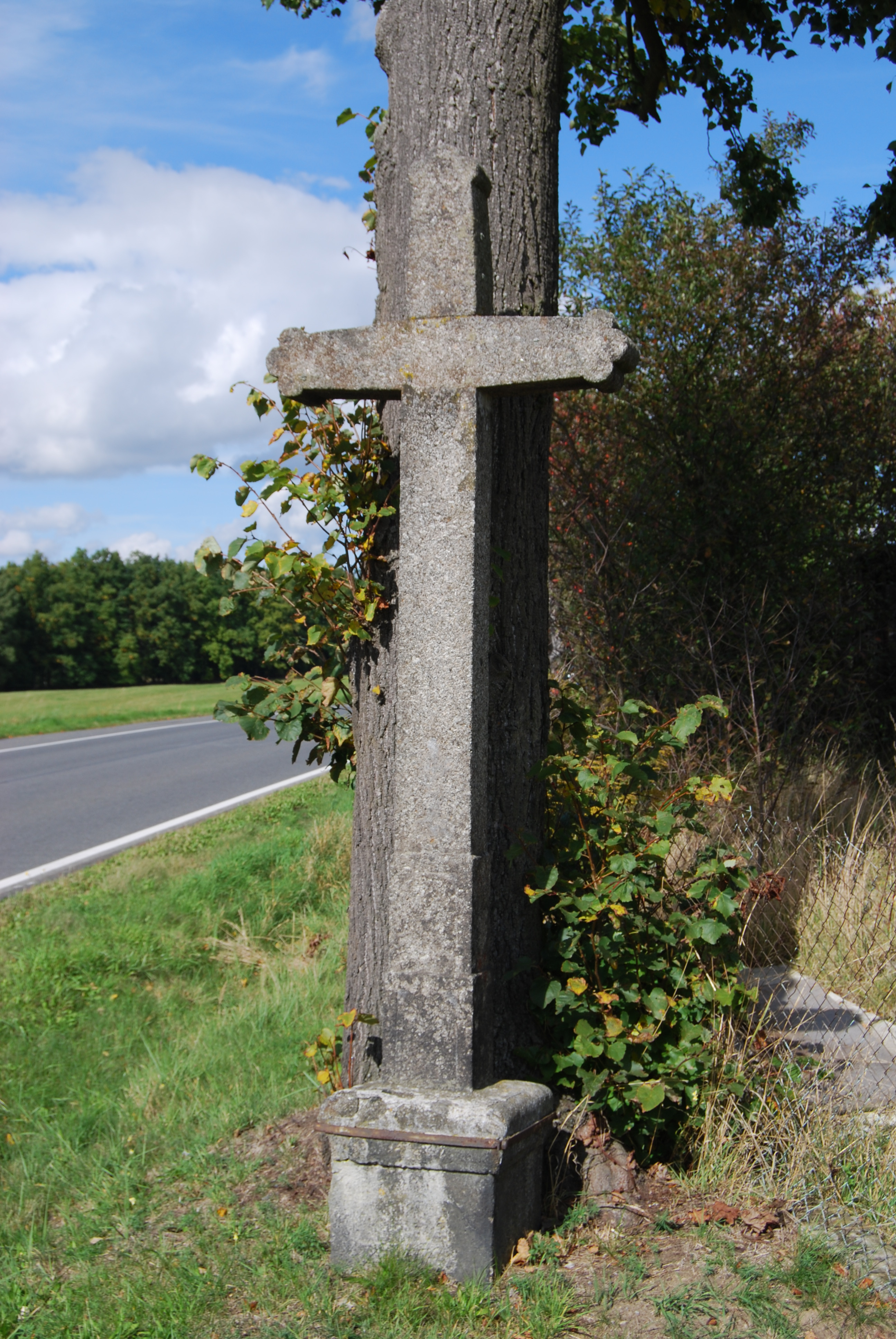
Kříž před obcí
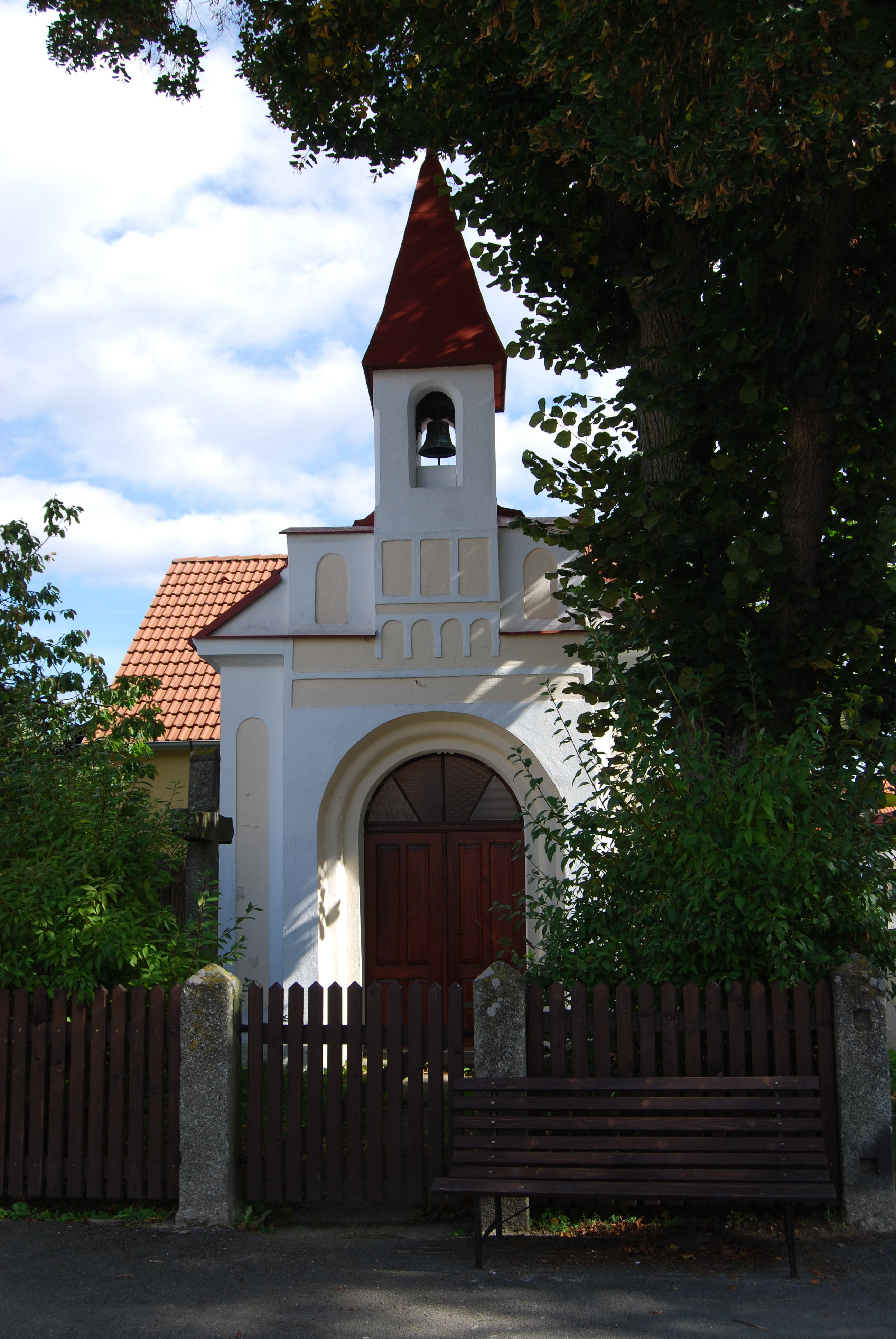
Kaple Panny Marie
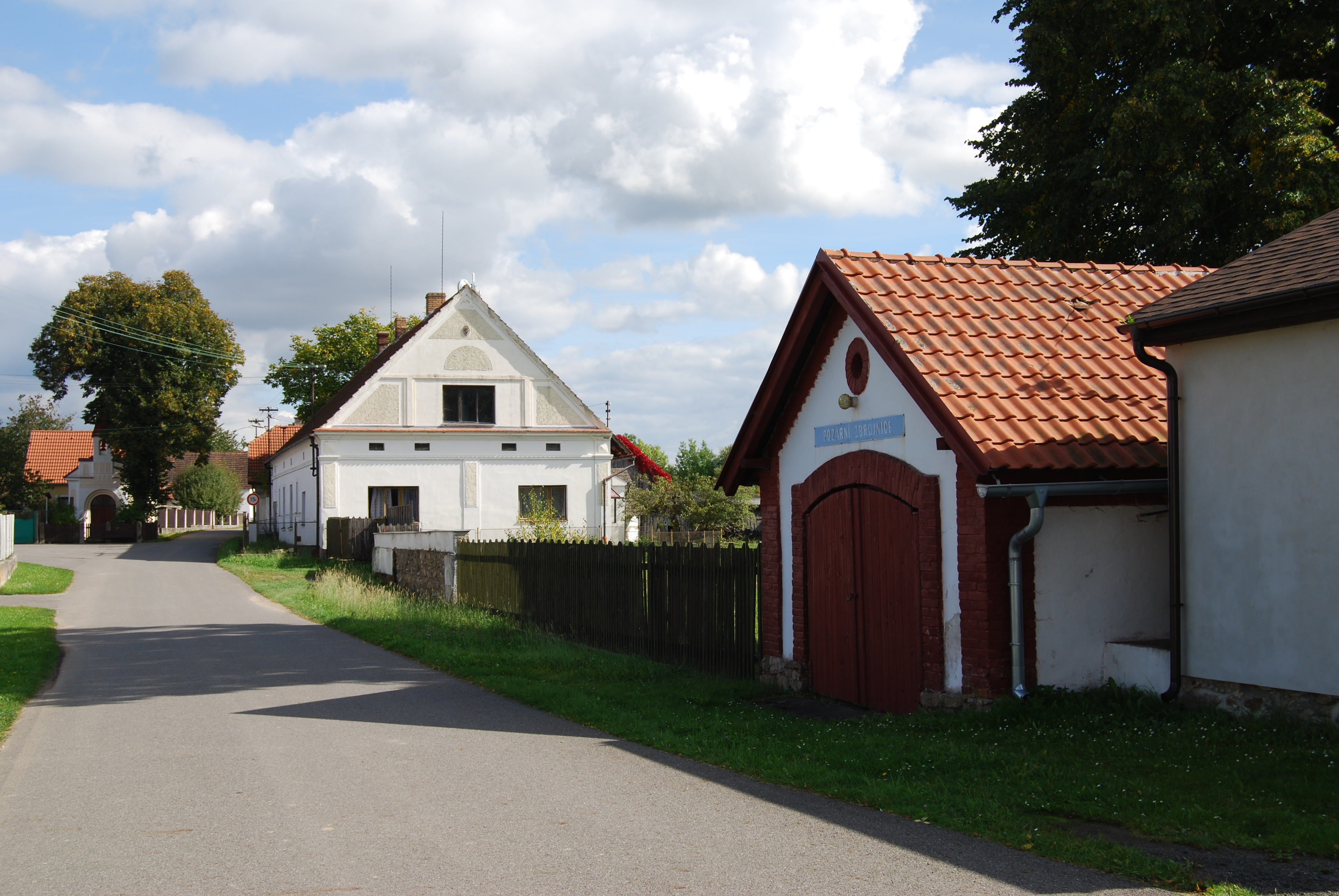
Pohled na část obce
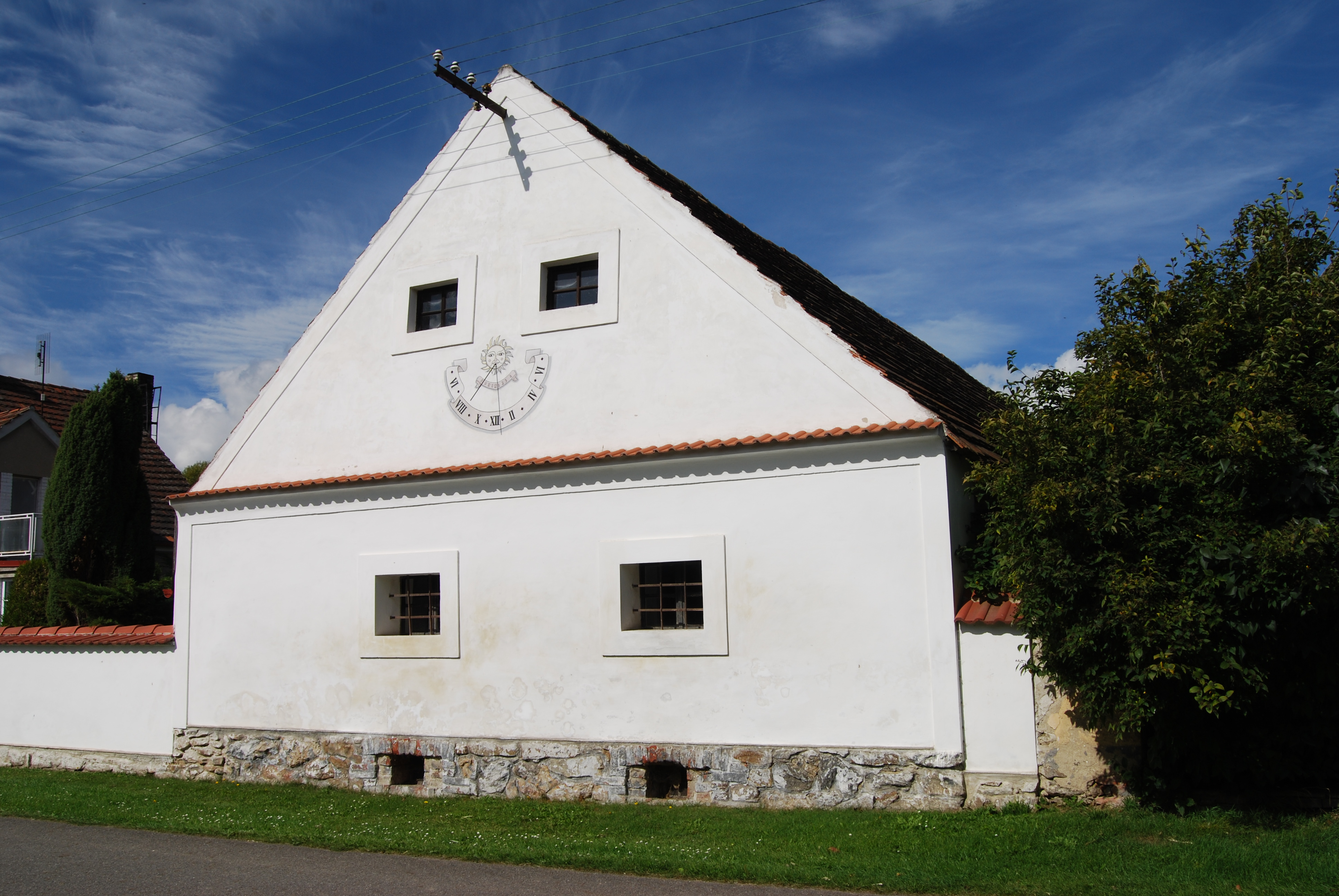
Usedlost v obci
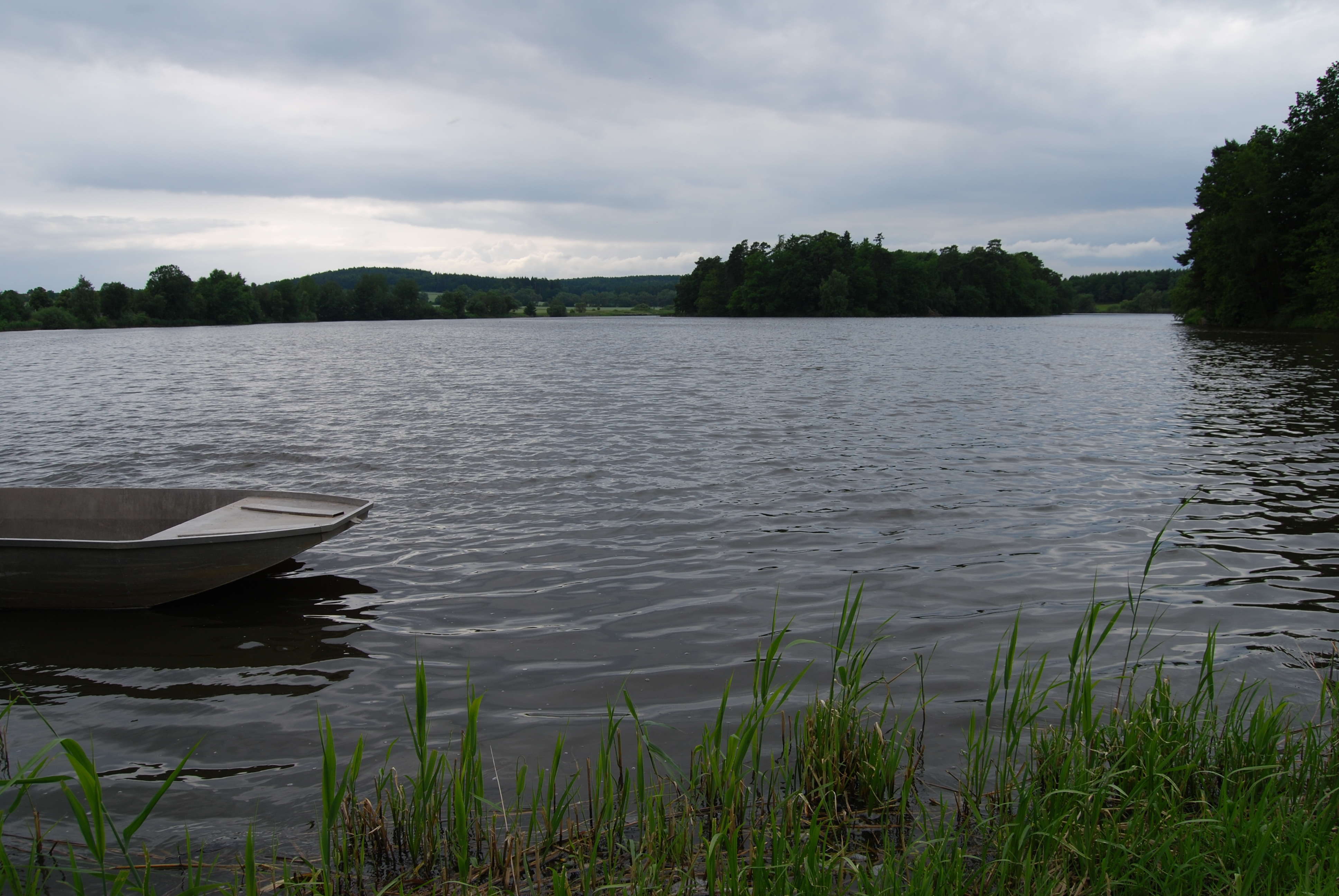
Ostrovský rybník